# Spidey Super Stories
Spidey Super Stories è una serie di corti in live action contenuti nel programma per ragazzi The Electric Company della rete televisiva PBS. La serie, iniziata nel 1974 e terminata nel 1977, è basata sull'Uomo Ragno, personaggio dei fumetti della Marvel Comics, qui interpretato dall'attore Danny Seagren.
Il cast di "The Electric Company" provvedeva ad interpretare i personaggi di contorno (di solito i criminali) mentre qualcun altro (tra i quali spicca l'attore Morgan Freeman) provvedeva a far da narratore ad ogni episodio. Inoltre l'Uomo Ragno nel serial parla solo attraverso balloon di fumetti: questo è avvenuto principalmente per permettere ai giovani spettatori di sforzarsi ad imparare a leggere. Inoltre, visto il budget quasi irrisorio, non solo non viene mai mostrato l'alterego Peter Parker ma usa di rado anche la ragnatela.
La canzone, suonata in apertura e alla fine, fu composta da Gary William Friedman e il testo recitava: "Spider-Man, where are you coming from? Spider-Man, nobody knows who you are!"

## Episodi
| Stagione         | Episodi | Prima TV USA |
| ---------------- | ------- | ------------ |
| Prima stagione   | 12      | 1974-1975    |
| Seconda stagione | 16      | 1975-1976    |
| Terza stagione   | 1       | 1977         |

### Prima stagione
1. Spidey Meets the Spoiler
2. A Night at the Movies
3. Spider-Man Meets the Evil Dr. Fly
4. Spidey Up Against the Wall
5. Spider-Man Meets the Can Crusher
6. Spidey Meets the Funny Bunny
7. Meet Dr. Fright
8. Meet Mr. Measles
9. Spidey Jumps the Thumper
10. Spidey and the Queen Bee
11. Little Miss Muffett
12. The Bookworm

### Seconda stagione
1. The Birthday Bandit
2. Spidey Meets the Prankster
3. Spidey Meets the Blowhard
4. Who Stole the Show?
5. Spidey Meets the Yeti
6. Spidey Meets the Mouse
7. Spidey Meets the Sitter
8. Spidey Fixes the Hum
9. Spidey Nabs the Sandman
10. Spidey Meets the Tickler
11. Spidey Gets the Old One-Two
12. Spidey Meets Eye Patch
13. Spidey Meets Silly Willy
14. The Uninvited
15. Spidey After the Fox
16. Spidey Meets the Sack

### Terza stagione
1. The Beastly Banana